# Gäddtjärnen (Byske socken, Västerbotten, 723852-175472)
Gäddtjärnen är en sjö i Skellefteå kommun i Västerbotten och ingår i Jävreåns huvudavrinningsområde.